# 測高公式
測高公式は、二つの等圧面で挟まれる大気層の中で気温と重力加速度が一定であると仮定して、その大気層の層厚と、上面及び底面となっている等圧面の気圧の比率を関連付けるものである。この公式は、静水圧の式と理想気体の状態方程式から得られる。
測高公式は、次の形で表される：
{\displaystyle \ h=z_{2}-z_{1}={\frac {R\cdot T}{g}}\cdot \ln \left[{\frac {P_{1}}{P_{2}}}\right]}
ここで:
{\displaystyle \ h} = 大気層の層厚  [m]
{\displaystyle \ z} = ジオポテンシャル高度 [m]
{\displaystyle \ R} = 乾燥空気の気体定数
{\displaystyle \ T} = 二つの等圧面の間に挟まれる大気層の平均気温 [K]
{\displaystyle \ g} = 重力加速度 [m/s2]
{\displaystyle \ P} = 二つの等圧面の気圧 [Pa]
気象学においては、{\displaystyle P_{1}} および {\displaystyle P_{2}} は 等圧面であり、T はそれらの等圧面に挟まれた空気層の平均気温である。国際標準大気を用いた気圧高度計では、上部および下部成層圏の等温面の中で、与えられたジオポテンシャル高度における気圧を計算するために測高公式が用いられている。

## 導出
静水圧の式:
{\displaystyle \ P=\rho \cdot g\cdot z}
ここで {\displaystyle \ \rho } は 密度 [kg/m3]である。この式を用いて、微分形式で書かれた静水圧平衡の方程式を作ると、次のようになる：
{\displaystyle dP=-\rho \cdot g\cdot dz.}
これを理想気体の状態方程式：
{\displaystyle \ P=\rho \cdot R\cdot T}
と結びつけ、{\displaystyle \ \rho } を消すと：
{\displaystyle {\frac {\mathrm {d} P}{P}}={\frac {-g}{R\cdot T}}\,\mathrm {d} z.}
となる。これを {\displaystyle \ z_{1}} から {\displaystyle \ z_{2}} まで積分すると:
{\displaystyle \ \int _{p(z_{1})}^{p(z_{2})}{\frac {\mathrm {d} P}{P}}=\int _{z_{1}}^{z_{2}}{\frac {-g}{R\cdot T}}\,\mathrm {d} z.}
{\displaystyle \ \int _{p(z_{1})}^{p(z_{2})}{\frac {\mathrm {d} P}{P}}={\frac {-g}{R\cdot Ta}}\int _{z_{1}}^{z_{2}}\,\mathrm {d} z.}
ここで Ta は気柱の平均気温である。
この積分により: 
{\displaystyle \ln \left({\frac {P(z_{2})}{P(z_{1})}}\right)={\frac {-g}{R\cdot Ta}}(z_{2}-z_{1})}
が与えられる。これを整理すると:
{\displaystyle \ln \left({\frac {P_{1}}{P_{2}}}\right)={\frac {g}{R\cdot Ta}}(z_{2}-z_{1}).}
の形になり、さらに変形すると:
{\displaystyle (z_{2}-z_{1})={\frac {R\cdot Ta}{g}}\ln \left({\frac {P_{1}}{P_{2}}}\right)}
となる。あるいは、対数をなくせば:
{\displaystyle {\frac {P_{1}}{P_{2}}}=e^{{g \over R\cdot Ta}\cdot (z_{2}-z_{1})}.}
の形となる。